# 36th Wing
Le 36th Wing (36e Escadre), est une unité des Pacific Air Forces de l'United States Air Force basée à Andersen Air Force Base à Guam.

## Historique

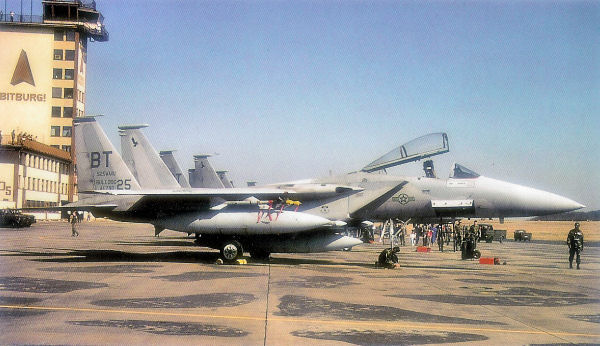
F-15 du 36th Tactical Fighter Wing de retour à Bitburg Air Base en avril 1991 après leur participation à l'opération Desert Storm.

Durant la Guerre froide, elle est stationnée en Allemagne de l'Ouest au sein de l'United States Air Forces in Europe.